# جسی وایت (هنرپیشه)
جسی وایت (انگلیسی: Jesse White؛ ۳ ژانویهٔ ۱۹۱۷ – ۹ ژانویهٔ ۱۹۹۷) هنرپیشه اهل ایالات متحده آمریکا بود.
از فیلم‌هایی که وی در آن نقش داشته است، می‌توان به هاروی، وقت خواب برای بونزو، پارتی شبانه دخترها و هیولا در کمد اشاره کرد.